# 陶宗儀
陶宗儀（1322年—1403年），字九成，號南村。黃岩清陽人（今屬浙江台州路橋）人。元末明初文史學家。

## 生平
父陶煜官至上虞縣尹，叔陶復初是書畫家。至治二年（1322年）陶宗儀出生。十歲父兄口授以伏生書，二十有志於功名。师從张翥。妻費元珍是趙孟頫妻管道昇的外孫女。元惠宗至正八年（1348年）三月，科举失利，舉進士不第，八月避兵禍，出遊浙東、浙西。1368年明朝推翻元朝后，定居雲間（今上海松江），開館授課。終身不仕。人稱“南村先生”。工書法，尤能小篆，勤於筆記，隨身攜帶筆墨，遇事即記。永乐元年（1403年），尚在世。著有《書史會要》、《南村輟耕錄》、《說郛》、《南村詩集》等。

## 延伸阅读
[在维基数据编辑]
 《國朝獻徵錄·卷之一百十五》，出自焦竑《國朝獻徵錄》
 《明史卷二百八十五》，出自《明史》
 在维基共享资源阅览影像